# Solo für Martina
Solo für Martina ist eine Spielfilmproduktion des Fernsehens der DDR aus dem Jahr 1980, die unter der Regie von Achim Hübner durch das DEFA-Studio für Spielfilme (Potsdam-Babelsberg) entstand. Als Vorlage diente der gleichnamige Roman von Ruth Kraft aus dem Jahr 1978, die auch das Szenarium schrieb.

## Handlung
Der junge Geigenbauer Jürgen Mosler und die Ökonomiestudentin Martina Becker sind ein Paar. Jürgen muss allerdings jedes Mal bis nach Leipzig fahren, um mit Martina zusammen sein zu können. Nun hat sie sich in den Kopf gesetzt, auch mal in Jürgens Heimatort ins Vogtland zu fahren. Da er sie aber immer wieder vertröstet und meint, in Altneukirchen wäre ja nichts los, befürchtet sie, Jürgen könnte dort auch noch eine Freundin haben. So besorgt sie sich über ihren alten Freund, Peter Struck, ein Quartier und macht sich auf dem Weg. Peter ist Physiker und hat keine gute Meinung von den Geigenbauern, die seiner Meinung nach keine Ahnung von den Schwingungsgesetzen hätten. Martina verrät Peter daher nicht, dass ihr Freund zu dieser Menschengruppe gehört. Der wiederum ist wenig erfreut darüber, als Martina so unangemeldet im Ort auftaucht, zumal seine Eltern von den Theoretikern des Instituts, zu dem Peter gehört, ebenso wenig halten. Auch Martina gegenüber sind Jürgens Eltern extrem abweisend. Das ärgert sie derart, dass sie auf der Stelle wieder nach Leipzig zurückfahren will. Von ihrer Wirtin erfährt sie allerdings den Grund: So hatte Jürgen vor drei Jahren heiraten wollen und alles war vorbereitet, als die Hochzeit dann im letzten Moment platzte, als die Braut die Bedingung stellte, das Jürgen mit zu ihr nach Dresden ziehen solle. Daher befürchten sie, dass dies jetzt genau wieder so passieren könnte. Martina hofft über ihre Studienarbeit vielleicht doch noch Eindruck auf Jürgens Eltern machen kann. Sie möchte ihre Diplomarbeit dem Instrumentenanbau widmen und kann so vor Ort recherchieren. Sie hat sich aber auch in den Kopf gesetzt, etwas gegen die „Zersplitterte Kleinproduktion“ der Instrumentenbauer im Vogtland zu unternehmen und ihnen effektivere und somit ökonomischere Möglichkeiten zu eröffnen.
Im Institut muss man derweil zähneknirschend feststellen, dass ihre industriell gefertigten Geigen klanglich den handgefertigten Modellen im Nachteil sind. Die Erfahrungen der Handwerker sind durch keine Technologie und keine Maschine zu ersetzen, weil eben jedes Holz anders ist. Mit Systematik, wie sie die Wissenschaft bietet, ist da nicht viel zu erreichen.
Nachdem Jürgen seine Meisterprüfung erfolgreich bestanden hat, kann er die gemeinsame Zeit mit Martina allmählich genießen. Und Martina lernt viel über die Geheimnisse der Geigenbaukunst, was sie auch gut für ihre Diplomarbeit nutzen kann. Am Ende streiten sich die beiden aber erneut und Martina kehrt nach Leipzig zurück. Mit der Konzeption zu ihrer Diplomarbeit hat sie dort ihren Professor an der Uni überzeugt, der das Ergebnis auch den Altenkirchner Geigenbauern mitteilt. Die sehen sich geehrt und versöhnt, dass ihre Handwerkskunst nun auch wissenschaftlich anerkannt wird. So versöhnt sich auch Jürgen mit Martina und überwindet seine Eifersucht, die er Peter gegenüber entwickelt hatte.

## Produktion und Veröffentlichung
Der Liebesfilm, mit Ellen Hellwig und Karl Thiele in den Hauptrollen, hatte am 30. November 1980 seine TV-Premiere im ersten Programm des DDR-Fernsehens. Die Dramaturgie lag in den Händen von Hans Müncheberg.
- Das eingesetzte Bildformat ist 1,33:1 (4:3).
- An der Produktion des Films waren laut Abspann weiterhin folgende Personen beteiligt:
  - Szenenbild: Heinz Röske
  - Bauausführung: Jochen Hamann
  - Kostüme: Ewald Forchner
  - Maske: Peter Vohs, Deli Köthke
  - Requisite: Werner Zettler, Heinz Seiffert
  - Beleuchterbrigade: Klaus Nietsch
  - Ton: Bernd-Dieter Henning
  - Kamera-Assistenz: Klaus Mühlstein, Heinz Pufahl
  - Regie-Assistenz: Elke Niebelschütz
  - Aufnahmeleitung: Viet-Peter Treuholz, Heinz-Jürgen Schmidt
  - Produktionsleitung: Volkmar Leweck

## Rezeption

### Kritik
„Der TV-Film basiert auf einem schmalen Roman von Ruth Kraft, die sich von der musikalischen Handwerkstradition im Vogtland hat inspirieren lassen. Der Funke ihrer Begeisterung mag aber nicht recht zünden“, meinten die Kritiker der Fernsehzeitschrift TV Spielfilm über den Film und kamen zum Fazit: „So bleibt Martina wohl weiter solo“.
Das Lexikon des internationalen Films sieht in dem Fernsehfilm „Die Geschichte einer konfliktreichen Liebe zwischen einer Studentin der Ökonomie aus Leipzig und einem Geigenbaumeister aus einer alteingesessenen Handwerkerfamilie aus dem Vogtland.“